# Minipuberteit
Minipuberteit is een hormonale activering van de hypothalamus-hypofyse-geslachtsklieren-as (HPG-as) die bij baby's kort na de geboorte optreedt. Deze periode wordt gekenmerkt door een toename van gonadotropinen (LH en FSH) en geslachtshormonen (testosteron bij mannen en oestradiol bij vrouwen). De toename van deze hormonen is vergelijkbaar met de hormonale veranderingen die optreden tijdens de puberteit tijdens de adolescentie. De minipuberteit is echter minder intens en induceert geen fysieke veranderingen (de Tannerstadia veranderen niet). Minipuberteit speelt een cruciale rol in de vroege ontwikkeling van het voortplantingssysteem en het ontstaan van secundaire geslachtskenmerken.

## Fysiologie

### Activatie van de hypothalamus-hypofyse-geslachtsklier-as
De minipuberteit begint binnen de eerste paar dagen of weken van het leven en duurt doorgaans tot de leeftijd van 6 tot 12 maanden. Bij jongens is dit vaak in de eerste 6 maanden van het leven; bij meisjes kan dat in de eerste twee jaar zijn. De HPG-as wordt tijdelijk gereactiveerd, wat resulteert in een verhoogde afscheiding van gonadotropine-releasing hormoon (GnRH) vanuit de hypothalamus. GnRH stimuleert de hypofyse tot de afgifte van LH en FSH, die op hun beurt de gonaden (testikels bij mannen en eierstokken bij vrouwen) stimuleren tot de productie van geslachtshormonen.
| Fase                               | Periode                                             |
| ---------------------------------- | --------------------------------------------------- |
| Intra-uterien                      | week 10-24 van de zwangerschap                      |
| Postnataal (minipuberteit)         | 1-6 maanden                                         |
| Klassieke puberteit (adolescentie) | meisjes: begint 8-13 jaar jongens: begint 9-14 jaar |

## Hormonale invloed
Bij jongens piekt LH rond 2-10 weken na de geboorte, met een testosteronpiek rond 2-3 maanden, waarna beide waarden dalen tot prepuberale niveaus tegen 4-6 maanden. Bij meisjes blijven FSH-niveaus langer verhoogd, tot ongeveer 3-4 jaar. Testosteron bereikt bij jongens tijdelijk volwassen waarden en wordt voornamelijk via alternatieve metabole routes geproduceerd. Omgevingsfactoren lijken een grotere invloed te hebben op de hormonale variatie tijdens de minipuberteit dan genetica, in tegenstelling tot de klassieke puberteit. Bij meisjes stijgt oestradiol minder uitgesproken dan testosteron bij jongens, met veel variatie tussen individuen. Bij te vroeg geboren baby's (prematuur) is de HPG-activatie sterker en langer, met hogere gonadotropine- en steroïdenspiegels dan bij voldragen (a terme) baby's.
De minipuberteit biedt een diagnostisch venster (golden window) voor aandoeningen zoals hypogonadotroop hypogonadisme (HH) of ontwikkelingsstoornissen van geslachtskenmerken (DSD). Markers zoals AMH, testosteron, en de LH/FSH-ratio kunnen nuttig zijn voor het evalueren van testiculaire functie of het bevestigen van de biologische sekse bij pasgeborenen. De minipuberteit is een periode waarin de hypothalamus-hypofyse-gonaden-as (HPG-as) tijdelijk actief wordt, vergelijkbaar met de puberteit. Deze korte fase biedt inzicht in de werking van het endocriene systeem bij pasgeborenen.